# Mestrino
Mestrino is een gemeente in de Italiaanse provincie Padua (regio Veneto) en telt 9211 inwoners (31-12-2004). De oppervlakte bedraagt 19,3 km², de bevolkingsdichtheid is 477 inwoners per km².
De volgende frazioni maken deel uit van de gemeente: Arlesega, Lissaro.

## Demografie
Mestrino telt ongeveer 3590 huishoudens. Het aantal inwoners steeg in de periode 1991-2001 met 26,5% volgens cijfers uit de tienjaarlijkse volkstellingen van ISTAT.
| Jaar | Inwoneraantal |
| ---- | ------------- |
| 1991 | 6674          |
| 2001 | 8442          |

## Geografie
Mestrino grenst aan de volgende gemeenten: Campodoro, Grisignano di Zocco (VI), Rubano, Saccolongo, Veggiano, Villafranca Padovana.